# Litoměřice
Litoměřice (en alemany: Leitmeritz) és una de les ciutats més antigues i més importants de la República Txeca. És la capital del districte del seu nom, sobre els riu Elba i Riu Ohře. A uns 64 km. al nord-oest aproximadament de Praga
Envoltada de nombrosos horts fruiters i vinyes (pel setembre, tradicional exposició de fruites, llegums i flors El jardí de Bohèmia).
En aquest lloc el segle IX ja hi existia un poblament de la tribu eslava de lutomiritzians. Des del segle X un dels centres administratius més importants de l'Estat txec, el 1234 elevat a la categoria de ciutat reial. Impetuós desenvolupament en el segle xvi, destruït durant la Guerra dels Trents Anys.

## Història
En el segle xi els Premíslides hi fundar el capítol amb una basílica romana. El 1655 es constitueix la diòcesi, donant pas a la barroquització de la ciutat, i convertint l'antiga església romànica en residència del bisbe i l'església de Sant Esteve.

## Llocs d'interès
- Ajuntament. Plaça de tresat gòtic amb ajuntament originàriament gòtic transformat en estil renaixentista el 1537/1539, avui museu del districte.
- Una sèrie de cases gòtiques, renaixentistes, barroques i en estil imperi.
- Galeria de Bohèmia Central, edifici renaixentista. Si exposa l'art txec des del segle xii fins als nostres dies, exposició d'art primitivista.
- Església de Tots els Sants (valuosa decoració interior).
- En el lloc de l'antic palau dels prínceps sobre un turó que domina la vall de l'Elba (Dómský pahorek), la vella basílica romànica fou substituïda el 1663-1670 per la catedral de Sant Esteve, edifici barroc de tres naus ricament decorat (obres de Cranach i Škréta); prop d'aquesta, torre de base quadrangular de finals del segle xvii.

## Fills il·lustres
- Karel Hynek Mácha (1810-1836), malgrat nascut a Praga se'l considera fill de la vila ja que hi va viure quasi tota la seva vida i hi va morir. Karel Hynek Mácha, és considerat el més gran poeta romàntic txec.
- Joachim Cron (1751-1826), compositor.